# István Szőke
István Szőke (13. února 1947 Budapešť – 1. června 2022 Budapešť) byl maďarský fotbalista, záložník.

## Fotbalová kariéra
V maďarské lize hrál za Ferencvárosi TC, nastoupil ve 191 ligových utkáních a dal 71 gólů. S týmem vyhrál dvakrát maďarskou fotbalovou ligu a dvakrát pohár. V Poháru mistrů evropských zemí nastoupil v 5 utkáních, v Poháru vítězů pohárů nastoupil ve 4 utkáních a dal 1 gól a v Poháru UEFA nastoupil ve 23 utkáních a dal 3 góly. Kariéru končil v druholigovém týmu Volán SC Budapest. Za maďarskou reprezentaci nastoupil v letech 1969–1973 ve 13 utkáních a dal 3 góly. Byl členem maďarské reprezentace na Mistrovství Evropy ve fotbale 1972, kde Maďarsko skončilo na 4. místě, nastoupil v semifinálovém utkání.

## Ligová bilance
| Ročník                   | Zápasy | Góly | Klub              |
| ------------------------ | ------ | ---- | ----------------- |
| 1. maďarská liga 1965    | 3      | 0    | Ferencvárosi TC   |
| 1. maďarská liga 1966    | 7      | 5    | Ferencvárosi TC   |
| 1. maďarská liga 1967    | 29     | 15   | Ferencvárosi TC   |
| 1. maďarská liga 1968    | 17     | 2    | Ferencvárosi TC   |
| 1. maďarská liga 1969    | 28     | 7    | Ferencvárosi TC   |
| 1. maďarská liga 1970    | 14     | 2    | Ferencvárosi TC   |
| 1. maďarská liga 1970/71 | 26     | 8    | Ferencvárosi TC   |
| 1. maďarská liga 1971/72 | 21     | 14   | Ferencvárosi TC   |
| 1. maďarská liga 1972/73 | 23     | 11   | Ferencvárosi TC   |
| 1. maďarská liga 1973/74 | 22     | 7    | Ferencvárosi TC   |
| 2. maďarská liga 1974/75 | -      | -    | Volán SC Budapest |
| 2. maďarská liga 1975/76 | -      | -    | Volán SC Budapest |
| CELKEM 1. liga           | 191    | 71   |                   |